# 十山神社
十山神社（とおやまじんじゃ）は、沖縄県八重山郡与那国町与那国祖納地区にある神社。
日本最西端に位置する神社である。別名・十山御嶽（とやまうがん）。
神道と八重山諸島の御嶽信仰が結び付いた独特の様式を伝えており、旧暦6月26日に行われる豊年祭では綱引きの神事が執り行われる。

## 祭神
- 天照大神